# Siemiany
Siemiany est un village polonais du district administratif de Gmina Iława, dans le canton d’Iława, voïvodie de Varmie-Mazurie, au nord-est de la Pologne. Il se situe à environ 16 km au nord d’Iława et à 61 km à l’ouest de la capitale régionale d’Olsztyn.

## Cinéma
Siemiany, un court métrage de Philip James McGoldrick, sorti en 2010, a été tourné dans ce village de villégiature où se déroule l’action.

## Sources
- (en) Cet article est partiellement ou en totalité issu de l’article de Wikipédia en anglais intitulé « Siemiany » (voir la liste des auteurs).